# Obiteljska zavjera
Obiteljska zavjera (en: Family Plot) je američki film iz 1976. godine, koji je režirao Alfred Hitchcock. Scenarij se temelji na knjizi The Rainbird Pattern Victora Canninga. Bio je to posljednji film Alfreda Hitchcocka.

## Radnja
Lažna psihijatrica Blanche Tyler (Barbara Harris) i njen partner George Lumley (Bruce Dern) pokušavaju pronaći Edwarda, nestaloga nećaka bogate stare žene Julije Rainbird (Cathleen Nesbitt). Julijina nedavno preminula sestra dala je dječaka na usvajanje, ali Julia ga sada želi proglasiti svojim nasljednikom i platit će Blanche 10,000 dolara ako ga uspije pronaći. Blanche, uz pomoć svoga partnera, taksista, otkriva Edwardovu grobnicu, koja je lažna, jer je Edward krivotvorio svoju smrt. Dok nastavljaju slijediti trag nasljednika, Blanche i njen partner George postanu upleteni u otmicu zemljišta, krađu nakita i ubojstvo.
Svi glumci odigrali su izvrsno svoje uloge, a Barbara Harris nominirana je za Zlatni globus. Kao i obično, Hitchcock je odigrao cameo ulogu, pojavivši se kao silueta skrivena iza vrata.

## Uloge
- Karen Black kao Fran
- Bruce Dern kao George Lumley
- Barbara Harris kao Blanche Tyler
- William Devane kao Arthur Adamson/Edward Shoebridge
- Cathleen Nesbitt kao Julia Rainbird
- Ed Lauter kao Joseph P. Maloney
- Katherine Helmond kao Gđa. Maloney
- Nicholas Colasanto kao Constantine
- Edith Atwater kao Gđa. Clay
- William Prince kao Bishop Wood
- Marge Redmond kao Vera Hannagan